# Kosala
Il Kosala (sanscrito: कोसलः) fu un antico regno indiano di origine ariana, corrispondente grosso modo all'odierna regione di Oudh, nello stato dell'Uttar Pradesh. La principale capitale del regno fu Ayodhya, citata ai tempi del Rāmāyaṇa, e successivamente Shravasti, nei tempi in cui vi predicò Buddha. Secondo la leggenda in effetti Rama suddivise il regno tra i suoi figli, dando Shravasti al figlio Lava e Kushavati al figlio Kusha.
Nel VII secolo a.C. il Kosala costituiva uno dei sedici potenti regni dell'India (i 16 Stati chiamati Mahajanapada), e la sua forza politica e culturale gli fecero guadagnare lo status di grande potenza. Tuttavia si indebolì in seguito a una serie di guerre con il vicino regno di Magadha e nel IV secolo a.C. fu infine assorbito da questo.
Nel Kosala è ambientata parte della letteratura epica sanscrita tra cui il Rāmāyaṇa. Buddha e Mahavira, il 24° Tirthankara del Giainismo, insegnarono nel regno.